# خدمات نفتی چین
شرکت خدمات نفتی چین (به انگلیسی: China Oilfield Services) شرکت خدمات نفتی چینی است، (به چینی : 中海油田服务股份有限公司) که به‌عنوان شرکت تابعه شرکت ملی نفت فلات قاره چین فعالیت می‌کند.
شرکت خدمات نفتی چین در زمینه ارائه خدمات حفاری، همچنین ساخت خطوط لوله انتقال نفت خام و گاز طبیعی فعالیت می‌کند. این شرکت در زمینه اپراتوری سکوهای نیمه‌شناور دریایی و ارائه خدمات حفاری فراساحلی برای شرکت ملی نفت فلات قاره چین نیز فعالیت می‌نماید.
بخشی از سهام شرکت خدمات نفتی چین در بازارهای بورس اوراق بهادار هنگ کنگ و بورس اوراق بهادار شانگهای معامله می‌شود.